# Ставрополь (городской округ)
Город Ставрополь — городской округ в Ставропольском крае России.
Административный центр — город Ставрополь.

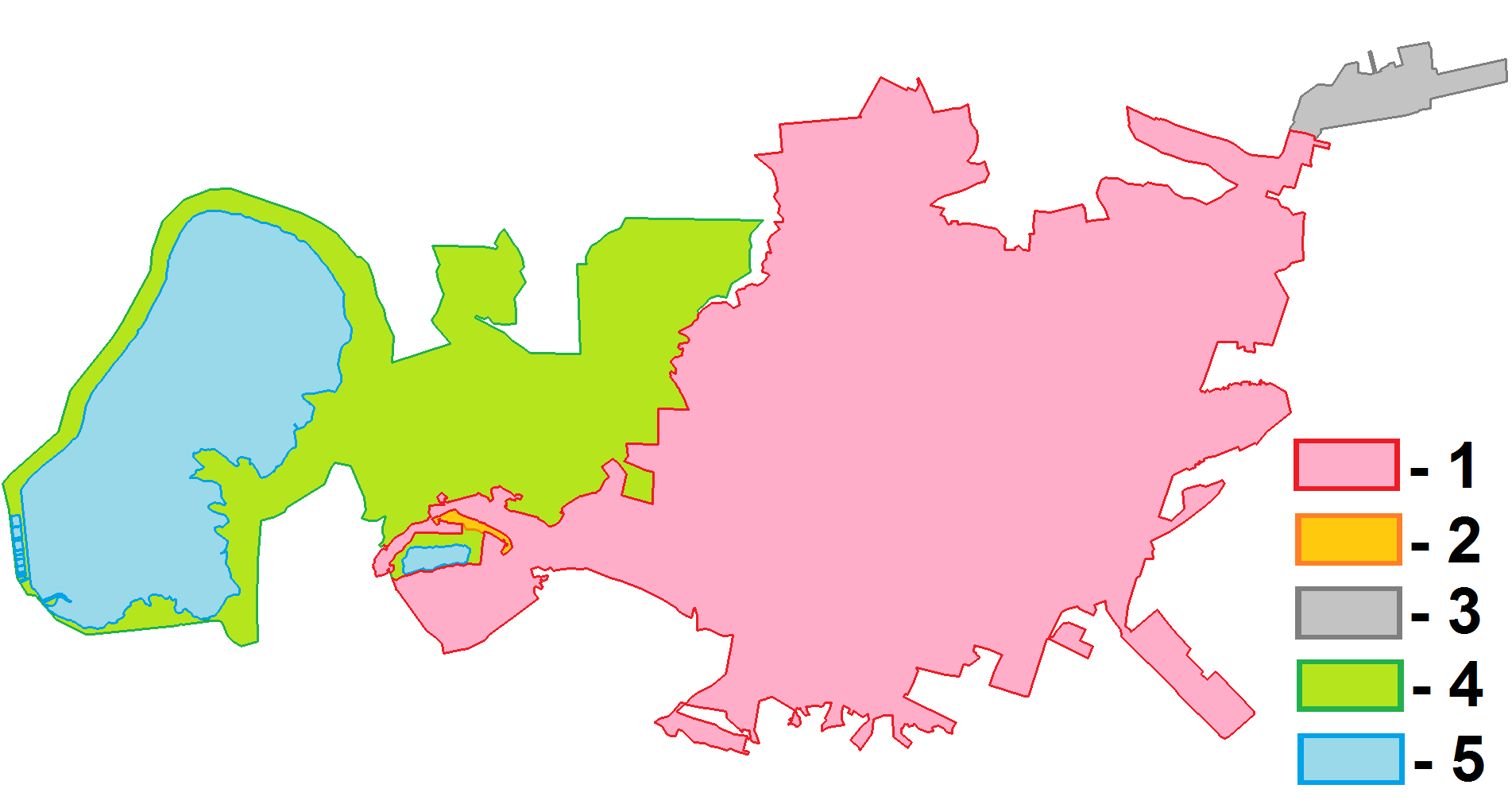
Состав территории городского округа Ставрополь:
территория города Ставрополь в пределах городской черты
хут. Грушёвый
аэропорт Шпаковское
озеленённые территории
акватории

## История
Статус и границы городского округа установлены Законом Ставропольского края от 4 октября 2004 год № 88-КЗ «О наделении муниципальных образований Ставропольского края статусом городского, сельского поселения, городского округа, муниципального района».

## Население
| 1959     | 1970     | 1989     | 1990     | 1992     | 1994     | 1995     | 1996     | 1997     | 1998     |
| -------- | -------- | -------- | -------- | -------- | -------- | -------- | -------- | -------- | -------- |
| 145 935  | ↗198 251 | ↗316 857 | ↗323 002 | ↗333 020 | ↗340 539 | ↗347 299 | ↗351 099 | ↗353 250 | ↗353 606 |
| 1999     | 2000     | 2001     | 2002     | 2003     | 2004     | 2005     | 2006     | 2007     | 2008     |
| ↗355 876 | ↘355 425 | ↘354 542 | ↗355 066 | ↘354 883 | ↗355 531 | ↗356 111 | ↗358 597 | ↗359 941 | ↗363 899 |
| 2009     | 2010     | 2011     | 2012     | 2013     | 2014     | 2015     | 2016     | 2017     | 2018     |
| ↗366 255 | ↗398 754 | ↗399 397 | ↗404 805 | ↗412 315 | ↗420 015 | ↗426 050 | ↗429 766 | ↗433 773 | ↗434 124 |
| 2019     | 2020     | 2021     | 2023     | 2024     | 2025     |          |          |          |          |
| ↗437 552 | ↗450 863 | ↗547 601 | ↗550 260 | ↗557 402 | ↗563 103 |          |          |          |          |

Гендерный состав
По итогам переписи населения 2010 года проживали 183 516 мужчин (46,02 %) и 215 238 женщин (53,98 %).

### Национальный состав
По итогам переписи населения 2010 года проживали следующие национальности (национальности менее 1 %, см. в сноске к строке "Другие"):
| Национальность | Численность | Процент |
| -------------- | ----------- | ------- |
| Русские        | 345 794     | 86,72   |
| Армяне         | 17 821      | 4,47    |
| Украинцы       | 4091        | 1,03    |
| Другие         | 31 048      | 7,79    |
| Итого          | 398 754     | 100,00  |

По итогам переписи населения 2020 года проживали следующие национальности (национальности менее 1 % и другое, см. в сноске к строке «Другие»):
| Национальность | Численность, чел. | Доля     |
| -------------- | ----------------- | -------- |
| Русские        | 472 549           | 86,29 %  |
| Армяне         | 15 444            | 2,82 %   |
| Другие         | 59 608            | 10,89 %  |
| Итого          | 547 601           | 100,00 % |

### Урбанизация
В городских условиях (Ставрополь) проживают 99,98 % населения городского округа.

## Состав городского округа
В состав городского округа входят 2 населённых пункта:
| № | Населённый пункт | Тип населённого пункта        | Население |
| - | ---------------- | ----------------------------- | --------- |
| 1 | Грушёвый         | хутор                         | ↗139      |
| 2 | Ставрополь       | город, административный центр | ↗562 964  |

## Местное самоуправление

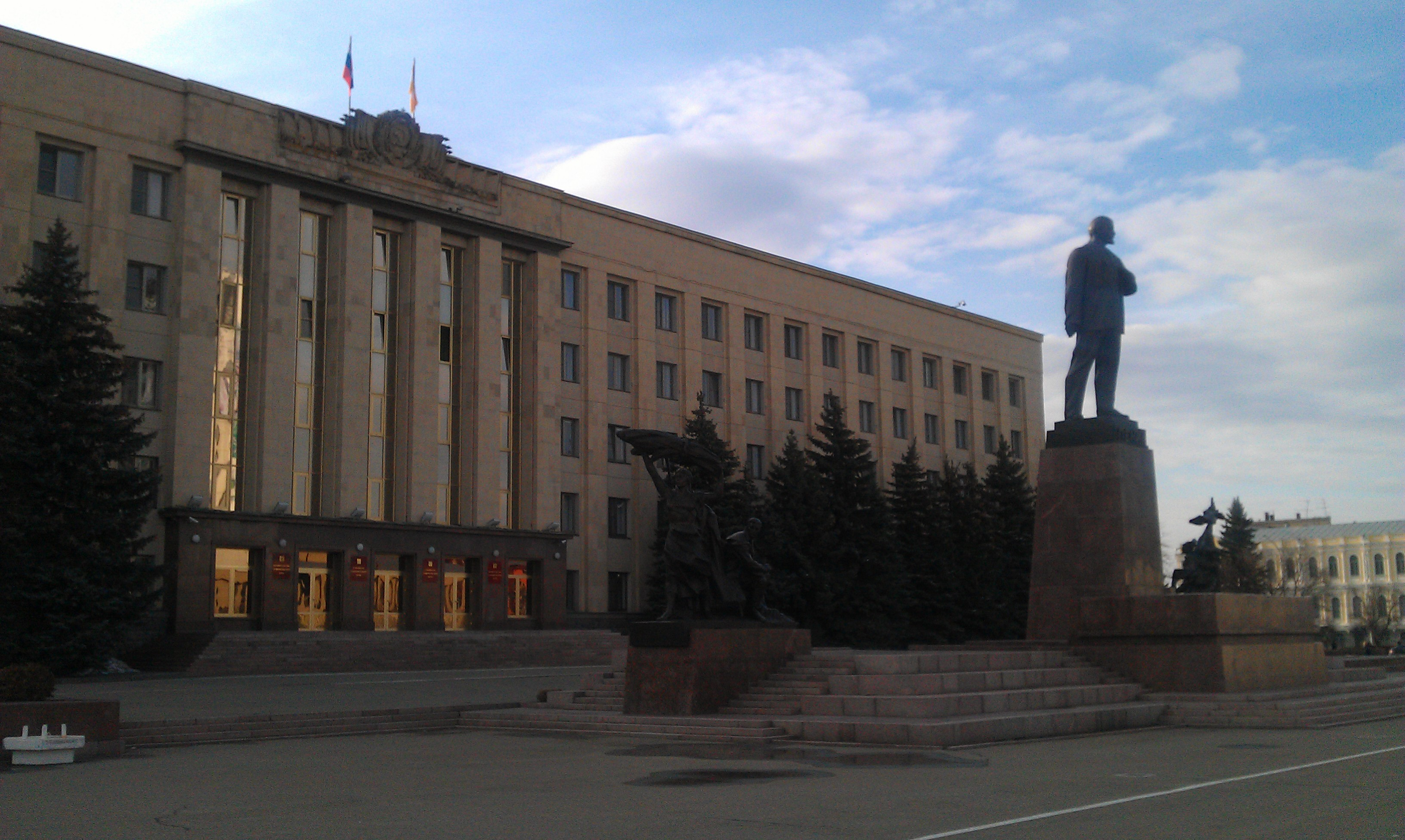
Правительство Ставропольского края. Площадь В. И. Ленина. Ставрополь

Председатели Ставропольской городской Думы
- Георгий Семёнович Колягин[28]

Главы города
- с 31 октября 2016 года по 30 апреля 2020 года — Джатдоев Андрей Хасанович[29][30]
- с 11 мая 2020 года — Семёнов Дмитрий Юрьевич (и.о)[31].